# ASB Classic 2020
36°51′13″ пд. ш. 174°46′25″ сх. д. / 36.853742° пд. ш. 174.773507° сх. д.
Auckland Open 2020 (спонсор - ASB Bank) - чоловічий і жіночий тенісний турнір, що проходив на відкритих кортах з твердим покриттям ASB Tennis Centre в Окленді (Нова Зеландія). Належав до категорії 250 в рамках Туру ATP 2020 і категорії International в рамках Туру WTA 2020. Це був 35-й за ліком ASB Classic і 44-й за ліком Heineken Ope. Жіночі змагання тривали з 6 до 12 січня, а чоловічі - з 13 до 18 січня 2020 року.

## Призові очки і гроші

### Розподіл очок
| Дисципліна                 | П   | Ф   | ПФ  | ЧФ | 1/8 | 1/16 | Q   | Q3  | Q2  | Q1  |
| Одиночний розряд, чоловіки | 250 | 150 | 90  | 45 | 20  | 0    | 12  | 6   | 0   | Н/Д |
| Парний розряд, чоловіки    | 250 | 150 | 90  | 45 | 0   | Н/Д  | Н/Д | Н/Д | Н/Д | Н/Д |
| Одиночний розряд, жінки    | 280 | 180 | 110 | 60 | 30  | 1    | 18  | 14  | 10  | 1   |
| Жінки, парний розряд       | 280 | 180 | 110 | 60 | 1   | Н/Д  | Н/Д | Н/Д | Н/Д | Н/Д |

### Розподіл призових грошей
| Дисципліна                 | П       | Ф       | ПФ      | ЧФ      | 1/8    | 1/161  | Q3     | Q2     | Q1   |
| Одиночний розряд, чоловіки | $91,625 | $50,710 | $28,540 | $16,250 | $9,320 | $5,450 | $2,665 | $1,385 | Н/Д  |
| Парний розряд, чоловіки *  | $30,900 | $15,840 | $8,580  | $4,910  | $2,880 | Н/Д    | Н/Д    | Н/Д    | Н/Д  |
| Одиночний розряд, жінки    | $43,000 | $21,410 | $11,400 | $6,100  | $3,570 | $2,300 | $1,080 | $940   | $800 |
| Парний розряд, жінки *     | $13,580 | $7,200  | $4,000  | $2,300  | $1,520 | Н/Д    | Н/Д    | Н/Д    | Н/Д  |

1 кваліфаєри також отримують призові гроші 1/16 фіналу

* на пару

## Учасники чоловічих змагань

### Сіяні
| Країна  | Гравець          | Рейтинг1 | Посіяний |
| ------- | ---------------- | -------- | -------- |
| Італія  | Фабіо Фоніні     | 12       | 1        |
| Канада  | Денис Шаповалов  | 14       | 2        |
| Росія   | Карен Хачанов    | 17       | 3        |
| США     | Джон Ізнер       | 19       | 4        |
| Франція | Бенуа Пер        | 24       | 5        |
| Польща  | Губерт Гуркач    | 37       | 6        |
| Франція | Адріан Маннаріно | 43       | 7        |
| Молдова | Раду Албот       | 46       | 8        |

- 1 Рейтинг подано станом на 6 січня 2020.

### Інші учасники
Нижче наведено учасників, які отримали вайлдкард на участь в основній сітці:
- Alejandro Davidovich Fokina
- Яннік Сіннер
- Майкл Венус

Нижче наведено гравців, які пробились в основну сітку через стадію кваліфікації:
- Майкл Ммо
- Тьяго Монтейро
- Вашек Поспішил
- Мікаель Імер

Як щасливий лузер в основну сітку потрапили такі гравці:
- Леонардо Маєр

### Відмовились від участі
- Раду Албот → його замінив  Леонардо Маєр
- Данило Медведєв → його замінив  Тенніс Сандгрен

## Учасники основної сітки в парному розряді

### Сіяні
| Країна    | Гравець       | Країна        | Гравець        | Рейтинг1 | Сіяний |
| --------- | ------------- | ------------- | -------------- | -------- | ------ |
| Австралія | Джон Пірс     | Нова Зеландія | Майкл Венус    | 35       | 1      |
| Хорватія  | Мате Павич    | Бразилія      | Бруно Соарес   | 38       | 2      |
| Індія     | Роган Бопанна | Фінляндія     | Генрі Контінен | 58       | 3      |
| США       | Остін Крайчек | Хорватія      | Франко Шкугор  | 76       | 4      |

- 1 Рейтинг подано станом на 6 січня 2020.

### Інші учасники
Нижче наведено пари, які отримали вайлдкард на участь в основній сітці:
- Маккензі Макдоналд /  Ajeet Rai
- Cameron Norrie /  Rhett Purcell

## Учасниці

### Сіяні
| Країна    | Гравчиня           | Рейтинг1 | Посіяний |
| --------- | ------------------ | -------- | -------- |
| США       | Серена Вільямс     | 10       | 1        |
| Хорватія  | Петра Мартич       | 15       | 2        |
| США       | Аманда Анісімова   | 24       | 3        |
| Німеччина | Юлія Гергес        | 28       | 4        |
| Данія     | Каролін Возняцкі   | 38       | 5        |
| Швеція    | Ребекка Петерсон   | 44       | 6        |
| Латвія    | Олена Остапенко    | 45       | 7        |
| Франція   | Каролін Гарсія     | 46       | 8        |
| Бельгія   | Алісон ван Ейтванк | 47       | 9        |

- 1 Рейтинг подано станом на 30 грудня 2019

### Інші учасниці
Нижче наведено учасниць, які отримали вайлдкард на участь в основній сітці:
- Ежені Бушар[3]
- Paige Hourigan[4]
- Valentina Ivanov[5]

Учасниці, що потрапили в основну сітку завдяки захищеному рейтингу:
- Кетрін Белліс[6]

Нижче наведено гравчинь, які пробились в основну сітку через стадію кваліфікації:
- Каміла Джорджі
- Варвара Лепченко
- Енн Лі
- Грет Міннен

Такі тенісистки потрапили в основну сітку як Щасливі лузери:
- Юс'ю Мейтейн Арконада
- Їсалін Бонавентюре
- Кейті Макнеллі

### Відмовились від участі
- Б'янка Андрееску[7] → її замінила  Крістіна Макгейл[джерело?]
- Світлана Кузнецова → її замінила  Юс'ю Мейтейн Арконада
- Олена Остапенко → її замінила  Їсалін Бонавентюре
- Моніка Пуїг → її замінила  Джессіка Пегула[8]
- Алісон ван Ейтванк → її замінила  Кейті Макнеллі

### Знялись
- Алізе Корне (розтягнення правого аддуктора)

## Учасниці в парному розряді

### Сіяні
| Країна  | Гравчиня          | Країна    | Гравчиня        | Рейтинг1 | Сіяна |
| ------- | ----------------- | --------- | --------------- | -------- | ----- |
| США     | Каролін Доулгайд  | Швеція    | Юганна Ларссон  | 95       | 1     |
| Іспанія | Лара Арруабаррена | Чехія     | Рената Ворачова | 105      | 2     |
| США     | Дезіре Кравчик    | Німеччина | Лаура Зігемунд  | 121      | 3     |
| США     | Кейтлін Крістіан  | Чилі      | Алекса Гуарачі  | 126      | 4     |

- 1 Рейтинг подано станом на 30 грудня 2019

### Інші учасниці
Нижче наведено пари, які отримали вайлдкард на участь в основній сітці:
- Сара Еррані /  Paige Hourigan
- Аллі Кік /  Ерін Рутліфф

### Знялись
- Лаура Зігемунд (травма правого стегна)

## Переможці

### Одиночний розряд, чоловіки
- Ugo Humbert —  Бенуа Пер, 7–6(7–2), 3–6, 7–6(7–5)

### Одиночний розряд, жінки
- Серена Вільямс —  Джессіка Пегула, 6–3, 6–4

### Парний розряд, чоловіки
- Luke Bambridge /  Бен Маклахлан —  Маркус Даніелл /  Філіпп Освальд, 7–6(7–2), 6–3

### Парний розряд, жінки
- Ейжа Мугаммад /  Тейлор Таунсенд —  Серена Вільямс /  Каролін Возняцкі, 6–4, 6–4